# Pavao Zorčić
Pavao Zorčić (Sveti Ivan Žabno, oko 1620. – Marča, 23. siječnja 1685.) – hrvatski grkokatolički biskup
Rodio se oko 1620. godine u Svetom Ivanu Žabno. Stupio je grkokatolički manastir Marča kraj Ivanić-Grada, gdje je zaređen za đakona. U manastiru je bio sukob dvije struje redovnika. Jedni su bili za suradnju s Katoličkom Crkvom, a drugi za suradnju sa Srpskom Pravoslavnom Crkvom. Pavao Zorčić bio je za jedinstvo s Katoličkom Crkvom, smetali su ga sukobi u manastiru pa ga je napustio. 
Otišao je zagrebačkom biskupu Petru Petretiću, koji ga je lijepo primio i na njegov nagovor otišao se dalje školovati u isusovačku školu oko 1661. godine. Pavao Zorčić je 26. veljače 1663. godine napisao znamenitu apologiju ili obranu vjere u kojoj brani katoličku vjeru, rimskog papu i kritizira krivovjerje na kršćanskom istoku. U jesen 1663. studirao je bogosloviju u Bologni. Služio je mladu misu u Svetom Ivanu Žabno 1667. godine, gdje je ostao kao župnik do 1671. godine. 
Između njega i i grkokatoličkoga biskupa (vladike) Gabre Mijakića vladala je napetost. Kada su se susreli u Ivanić-Gradu Mijakićevi redovnici napali su ga, tukli i okovali lancima. Spasio ga je vlastiti otac. Gabro Mijakić je nakon sudjelovanja u Zrinsko-frankopanskoj uroti bačen u tamnici. Umjesto njega za uskočkoga biskupa i apostolskoga vikara uskoka za Zagrebačku biskupiju imenovan je Pavao Zorčić na preporuku zagrebačkog biskupa Martina Borkovića i odlukom pape Klementa X. Dio uskoka bio je protiv njega, jer ih je huškao dio grkokatoličkih redovnika. Nekoliko puta pokušali su ubiti Pavla Zorčića, ali nisu uspjeli. Situacija se smirila pa su se u Varaždinu uskoci 21. listopada 1678. godine založili za jedinstvo s Katoličkom Crkvom. Zorčić je osnovao Grkokatoličko sjemenište u Zagrebu 1681. godine, kupivši kuću od poznate obitelji Patačić. 
Umro je od upale pluća 23. siječnja 1685. godine u manastiru u Marči, gdje je i pokopan. 